# Haghpat
Haghpat es una localidad del raión de Turmanyan, en la provincia de Lorri, Armenia, con una población censada en octubre de 2011 de 668 habitantes. 
Es conocido por su monasterio, fundado en el s. X, el cual se encuentra inscrito en la lista de sitios Patrimonio de la Humanidad de la UNESCO desde 1996.
Se encuentra ubicada al noreste de la provincia, a poca distancia del río Debet —un afluente derecho del río Kurá— y de la frontera con Georgia y la provincia de Tavush.